# Araneus necopinus
Araneus necopinus este o specie de păianjeni din genul Araneus, familia Araneidae. A fost descrisă pentru prima dată de Keyserling, 1887.
Este endemică în Western Australia. Conform Catalogue of Life specia Araneus necopinus nu are subspecii cunoscute.